# Mélicocq
Mélicocq é uma comuna francesa na região administrativa de Altos da França, no departamento de Oise. Estende-se por uma área de 6,53 km². Em 2010 a comuna tinha 773 habitantes (densidade: 118,4 hab./km²).